# Accademia croata delle Scienze e delle Arti

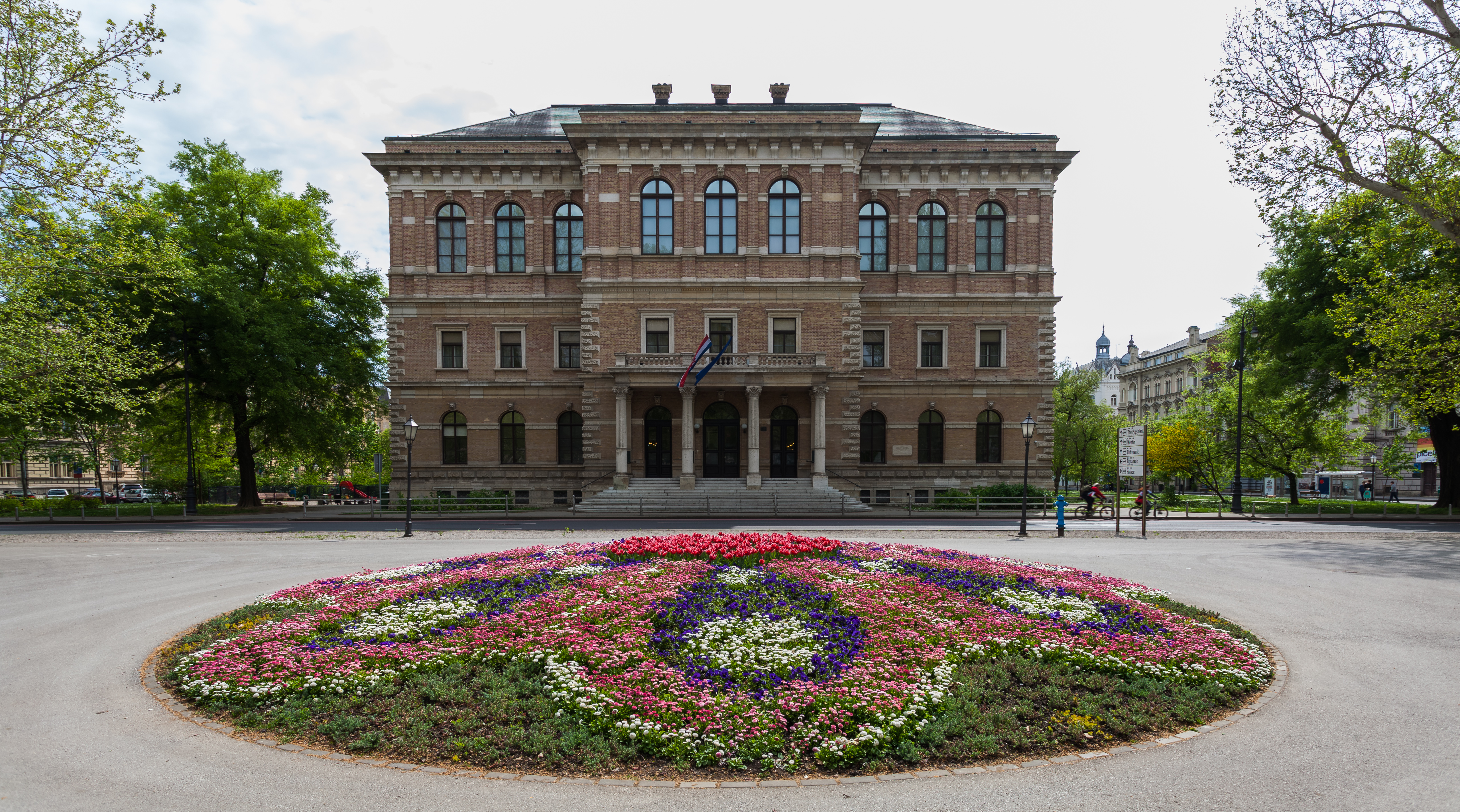
Accademia croata delle Scienze e delle Arti

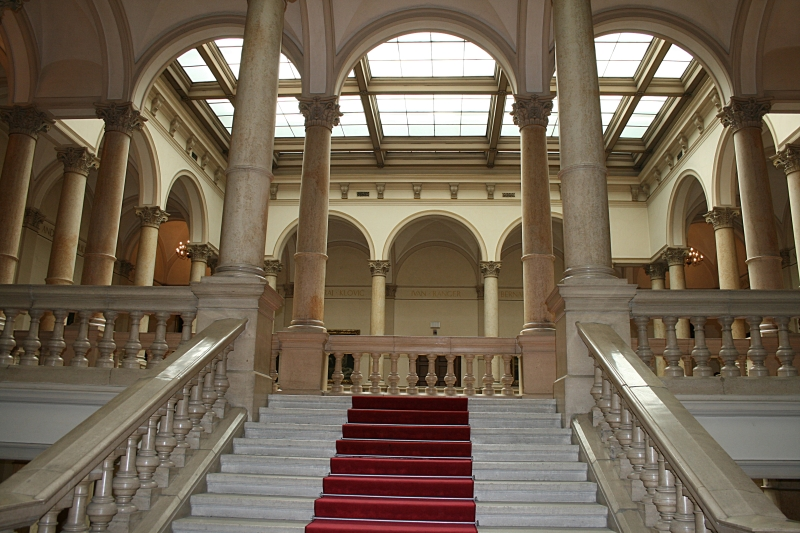
L'interno del palazzo che ospita l'Accademia

L'Accademia croata delle Scienze e delle Arti (in lingua latina: Academia Scientiarum et Artium Croatica, in lingua croata: Hrvatska akademija znanosti i umjetnosti, abbreviato in HAZU) è l'accademia nazionale della Croazia. Fu creata come Accademia Jugoslava delle Scienze e delle Arti, (in croato Jugoslavenska akademija znanosti i umjetnosti, abbreviato in JAZU) e per gran parte della propria esistenza è stata conosciuta con questo nome.
L'accademia ha sede a Zagabria, è stata fondata nel 1866 ed è uno degli istituti culturali più importanti del Paese nonché uno dei più rilevanti musei d'arte della Croazia. Il più importante ispiratore è stato l'arcivescovo Josip Juraj Strossmayer.

## Presidenti
- Franjo Rački (1866–1886)
- Pavao Muhić (1887–1890)
- Josip Torbar (1890–1900)
- Tadija Smičiklas (1900–1914)
- Tomislav Maretić (1915–1918)
- Vladimir Mažuranić (1918–1921)
- Gustav Janaček (1921–1924)
- Gavro Manojlović (1924–1933)
- Albert Bazala (1933–1941)
- Tomo Matić (1942–1946)
- Andrija Štampar (1947–1958)
- Grga Novak (1958–1978)
- Jakov Sirotković (1978–1991)
- Ivan Supek (1991–1997)
- Ivo Padovan (1997–2003)
- Milan Moguš  (2004–presente)